# З почестями
З почестями (англ. With Honors) — американська комедія 1994 року.

## Сюжет
Молодий студент коледжу Монтгомері Кесслер готується стати юристом, для чого пише дипломну роботу. Одного разу він упускає папери в підвал бібліотеки. Їх підбирає безхатько на ім'я Саймон. Саймон укладає угоду з Монті: той виконує всі побажання безхатька, і за кожне побажання він повертатиме по одному листочку.

## У ролях
| Актор           | Роль               |
| --------------- | ------------------ |
| Джо Пеші        | Саймон Вайлдер     |
| Брендан Фрейзер | Монтгомері Кесслер |
| Мойра Келлі     | Кортні Блюменталь  |
| Патрік Демпсі   | Еверетт Келловей   |
| Джош Гамільтон  | Джеффрі Гоукс      |
| Гор Відал       | професор Пітканнан |